# Anticipación

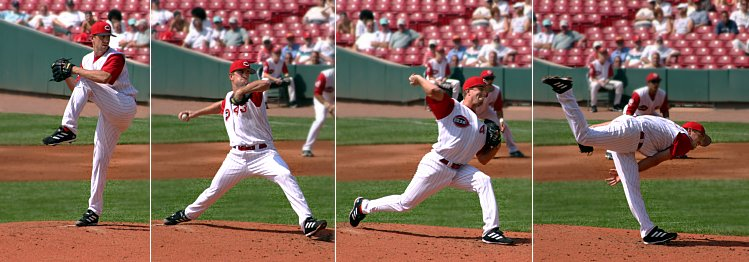
Anticipación: Un jugador de béisbol haciendo un lanzamiento se prepara para realizar la acción moviendo su brazo hacia atrás. Después de la anticipación viene la acción y la reacción.

La Anticipación es uno de los 12 principios básicos de la animación, establecidos por Frank Thomas y Ollie Johnston en su libro de 1981 basado en el trabajo de los animadores jefe del estudio de animación Disney llamado "The Illusion of Life" (La ilusión de la vida). Una pose o dibujo anticipatorio es una preparación para la acción principal en una escena animada, es distinta de la acción y la reacción.

## Definición
En sus inicios  los animadores aprendieron que las audiencias no podían seguir fácilmente la animación a menos que existiera "una serie de eventos planeados" que guiaran al ojo. Por lo tanto, a fin de preparar a la audiencia para la acción, los animadores añadían el llamado dibujo anticipatorio, permitiéndole a la audiencia anticipar la acción principal en la escena. Esto también ayudaba a que la acción pareciera más realista.
Por ejemplo, una persona preparándose para correr rápido se agacharía, "encogiéndose como resorte" para la acción principal. A esto se le llama anticipación. Igualmente, un golfista haciendo un swing tiene que anticipar el golpe a la pelota balanceando hacia atrás el palo de golf, justo como un lanzador de béisbol debe prepararse antes de lanzar la bola. Esta técnica fue tomada del teatro, y es importante para mantener la atención de la audiencia. Es posible que la audiencia no sepa con exactitud por qué un personaje estaba haciendo algo, pero al menos saben qué es lo que estaba haciendo (o qué es lo que estaba a punto de hacer).
La técnica también puede usarse para acciones menos físicas, como un personaje mirando fuera de la pantalla en anticipación de la llegada de alguien, o enfocar la atención en un objeto que el personaje está por levantar.
En el Studio Disney, Walt Disney alentaba a sus animadores a mejorar su trabajo, y era especialmente insistente en que las bromas visuales fueran claras, deseando que la audiencia viera con seguridad todo de manera clara para que pudieran anticipar lo que estaba por suceder. Le llamó a su técnica "apuntando", incluso él mismo actuaba algunas acciones, exagerándolas para que los animadores pudieran captar el efecto claramente.
Les Clark, uno de los animadores más talentosos de Disney y que después sería uno de los llamados Nueve ancianos de Disney, mencionó después sobre este descubrimiento:"Hoy puede parecernos simple; pero en ese tiempo no lo era. Era algo que no se había intentado o probado antes."
En contraste,  la pose de anticipación también se puede omitir en casos donde es de esperarse. El sentido de anti clímax resultante produce un sentimiento de sorpresa en el espectador, y seguido puede añadirle comedia a una escena. Varias veces se le refiere a esto como una 'broma sorpresa'.

## Lectura adicional
- Bancroft, Tom; Glen Keane (2006). Creating Characters with Personality: For Film, TV, Animation, Video Games, and Graphic Novels. Watson-Guptill. ISBN 978-0-8230-2349-3.
- Johnston, Ollie; Thomas, Frank (1981). The Illusion of Life (en inglés). Nueva York: Abbeville Press.
- Lasseter, John (julio de 1987). «Principles of Traditional Animation applied to 3D Computer Animation». ACM Computer Graphics 21 (4): pp. 35-44. doi:10.1145/37402.37407. Archivado desde el original el 28 de noviembre de 2011. Consultado el 6 de marzo de 2015.
- Mattesi, Mike (2002). Force: Dynamic Life Drawing for Animators, Second Edition. Focal Press. ISBN 978-0-240-80845-1.
- Osipa, Jason (2005). Stop Staring: Facial Modeling and Animation Done Right (2nd edición). John Wiley & Sons. ISBN 978-0-471-78920-8.
- Whitaker, Harold; John Halas (2002). Timing for Animation. Focal Press. ISBN 978-0-240-51714-8.
- White, Tony (1998). The Animator's Workbook: Step-By-Step Techniques of Drawn Animation. Watson-Guptill. ISBN 978-0-8230-0229-0.
- Williams, Richard, (2011) The Animator's Survival Kit Faber & Faber, London

- Datos: Q4774621